# Ribeira da Badanela
Ribeira da Badanela é um curso de água português localizado no concelho de Santa Cruz das Flores, ilha das Flores, arquipélago dos Açores.
A Ribeira da Badanela tem origem a uma cota de altitude de cerca de 800 metros nas imediações da Testa da Igreja, do Chão da Cruzinha e do Pico da Sé.
A sua bacia hidrográfica bastante extensa procede à drenagem de uma área apreciável que abrange parte dos já referidos Testa da Igreja, do Chão da Cruzinha e do Pico da Sé, mas também do Pico das Escaleiras.
O seu curso de água recebe as águas de vários afluentes, alguns de pequeno caudal, seguindo para o oceano, depois de passar próximo do Miradouro da Alagoa. Desagua no Oceano Atlântico junto a Fazenda de Santa Cruz, local da Lagoa, junto à Baixo do Moinho e quase em frente ao Ilhéu da Alagoa.